# Hermann von Leslie
August Hermann von Leslie (* 7. Oktober 1819 in Königsberg; † 10. Februar 1898 ebenda) war preußischer Generalmajor.

## Leben

### Herkunft
Hermann war ein Sohn des preußischen Kapitäns im 5. Infanterie-Regiment, Peter Heinrich von Leslie (1780–1821) und dessen Ehefrau Charlotte Lucie, geborene Werner (1795–1885).

### Werdegang
Leslie besuchte die Kadettenhäuser in Kulm und Berlin Anschließend wurde er am 5. August 1837 als außeretatmäßiger Sekondeleutnant der 1. Artillerie-Brigade der Preußischen Armee überwiesen. Zur weiteren Ausbildung absolvierte Leslie von Oktober 1838 bis September 1839 die Vereinigte Artillerie- und Ingenieurschule und wurde am 7. Januar 1840 mit Patent vom 7. Oktober 1837 zum Artillerieoffizier ernannt. Bis Anfang Juni 1855 avancierte er zum Hauptmann, war vom 2. Juli 1857 bis zum 17. April 1865 Chef der 1. Reitenden Batterie und wurde anschließend unter Beförderung zum Major Führer der II. Abteilung. Daran schloss sich am 15. Dezember 1865 eine Verwendung als Kommandeur der reitenden Abteilung an. In dieser Eigenschaft führte Leslie seine Abteilung 1866 im Krieg gegen Österreich bei Trautenau, Tobitschau und Königgrätz.
Nach dem Krieg wurde er am 22. März 1868 zum Oberstleutnant befördert und am 31. Mai 1870 zum  Kommandeur des Festungs-Artillerie-Regiments Nr. 5 ernannt. Während der Mobilmachung anlässlich des Krieges gegen Frankreich war er nach der Kapitulation von Straßburg ab dem 2. November 1870 Kommandeur der Artilleriekriegsbesatzung der dortigen Festung. Am Tag der Kaiserproklamation wurde Leslie am 18. Januar 1871 zum Oberst befördert und mit dem Eisernen Kreuz II. Klasse ausgezeichnet. Er kehrte am 1. April 1871 kurzzeitig in sein Friedensverhältnis zurück und wurde am 26. Juli 1871 zum Kommandeur des Feldartillerie-Regiments Nr. 15 in Straßburg ernannt. In Genehmigung seines Abschiedsgesuches wurde Leslie am 15. September 1874 unter Verleihung des Charakters als Generalmajor zur Disposition gestellt.

### Familie
Leslie heiratete am 7. Oktober 1842 in Marggrabowa Veronica von Morstein (1822–1901), eine Tochter des Landrates Karl Heinrich von Morstein; ihre Schwester Emmilie (1827–1866) war mit dem preußischen Generalmajor August von Kleist (1818–1890) verheiratet. Das Paar hatte fünf Töchter und einen Sohn.